# Олімпійська збірна Нігерії з футболу
Олімпійська збі́рна Ніге́рії з футбо́лу — команда, яка представляє Нігерію на Олімпійських та Всеафриканських іграх. Керівна організація — Федерація футболу Нігерії.

## Статистика

### Олімпійські ігри
| Футбол на Олімпійських іграх | Футбол на Олімпійських іграх | Футбол на Олімпійських іграх | Футбол на Олімпійських іграх | Футбол на Олімпійських іграх | Футбол на Олімпійських іграх | Футбол на Олімпійських іграх | Футбол на Олімпійських іграх | Футбол на Олімпійських іграх |
| Змагання                     | Раунд                        | Місце                        | І                            | В                            | Н                            | П                            | ГЗ                           | ГП                           |
| ---------------------------- | ---------------------------- | ---------------------------- | ---------------------------- | ---------------------------- | ---------------------------- | ---------------------------- | ---------------------------- | ---------------------------- |
| 1968                         | Груповий етап                | 14                           | 3                            | 0                            | 1                            | 2                            | 4                            | 9                            |
| 1972                         | Не кваліфікувались           |                              |                              |                              |                              |                              |                              |                              |
| 1976                         | Не кваліфікувались           |                              |                              |                              |                              |                              |                              |                              |
| 1980                         | Груповий етап                | 13                           | 3                            | 0                            | 1                            | 2                            | 2                            | 5                            |
| 1984                         | Не кваліфікувались           |                              |                              |                              |                              |                              |                              |                              |
| 1988                         | Груповий етап                | 15                           | 3                            | 0                            | 0                            | 3                            | 1                            | 8                            |
| 1992                         | Не брали участі              |                              |                              |                              |                              |                              |                              |                              |
| 1996                         | Чемпіон                      | 1                            | 6                            | 5                            | 0                            | 1                            | 12                           | 6                            |
| 2000                         | Чвертьфіналіст               | 8                            | 4                            | 1                            | 2                            | 1                            | 8                            | 10                           |
| 2004                         | Не кваліфікувались           |                              |                              |                              |                              |                              |                              |                              |
| 2008                         | Фіналіст                     | 2                            | 6                            | 4                            | 1                            | 1                            | 10                           | 4                            |
| 2012                         | Не кваліфікувались           |                              |                              |                              |                              |                              |                              |                              |
| 2016                         | Третє місце                  | 3                            | 6                            | 4                            | 0                            | 2                            | 11                           | 10                           |

### Всеафриканські ігри
- 1965 — Не кваліфікувались
- 1973 — Чемпіон
- 1978 — Фіналіст
- 1987 — Не кваліфікувались
- 1991 — Бронзовий призер
- 1995 — Бронзовий призер
- 1999 — Не кваліфікувались
- 2003 — Фіналіст
- 2007 — Не кваліфікувались
- 2011 — Не кваліфікувались